# Базяев, Степан Егорович
Степан Егорович Базяев (2 ноября 1914 — 23 сентября 1973) — командир отделения разведки 1317-го истребительно-противотанкового артиллерийского полка 13-го гвардейского стрелкового корпуса, 2-й гвардейской армии 1-го Прибалтийского фронта, старший сержант.

## Биография
Родился 2 ноября 1914 года в деревне Петуховский Рудник Волгоградского района Волгоградской области.
В 1936—1938 годах проходил срочную службу в Красной Армии. В 1941 году вновь призван в армию, служил в разведке. Отличился в боях на завершающем этапе Великой Отечественной войны, при освобождении Прибалтики и штурме Берлина.
23 августа 1944 года за образцовое выполнение заданий командования старший сержант Базяев Степан Егоровичнагражден орденом Славы 3-й степени. 12 августа 1944 повторно награждён орденом Славы 3-й степени.
25 апреля 1945 года в боях под Берлином разведал местонахождение восьми танков и миномётной батареи противника, подавил две пулемётные точки и ликвидировал свыше десяти вражеских солдат.
Указом Президиума Верховного Совета СССР от 15 мая 1946 года за образцовое выполнение заданий командования старший сержант Базяев Степан Егорович награждён орденом Славы 1-й степени.
В 1945 году демобилизован. Жил в городе Лыткарино, Московской области.
Указом Президиума Верховного Совета СССР от 23 марта 1963 года в порядке перенаграждения Базяев Степан Егорович награждён орденом Славы 2-й степени.
Умер 23 сентября 1973 года.